# 司馬惠御
司马惠御（5世纪？—490年），北魏平原郡的和尚。
北魏孝文帝拓跋宏太和十四年（490年）五月，沙门司马惠御自称圣王，聚众计划攻取平原郡。事情失败，司马惠御被擒获，之后伏诛。